# نگاه (مفهوم)

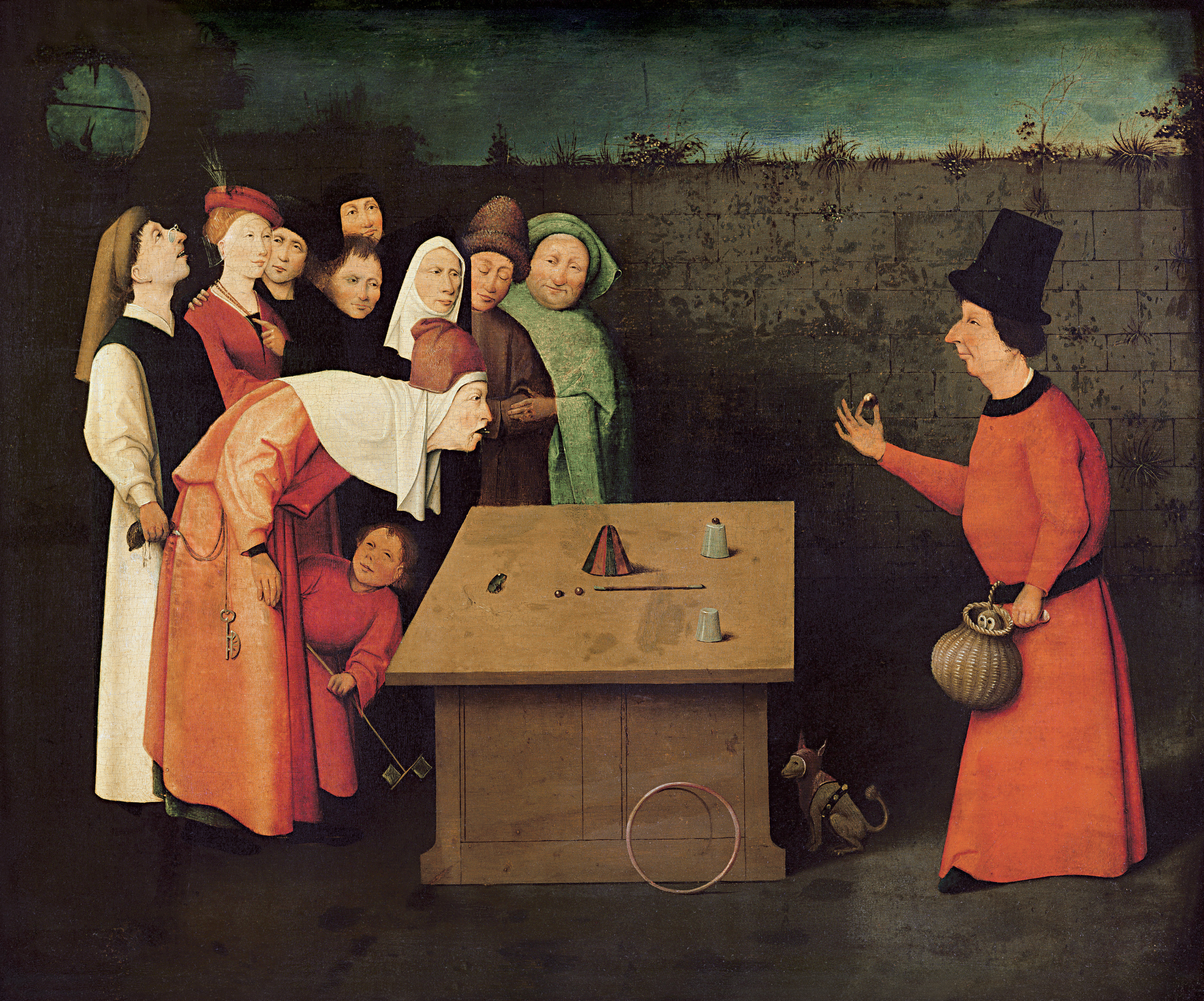
تابلوی «جادوگر» اثر هیرونیموس بوش، چهره‌ای خمیده را می‌نمایاند که با نگاهی ثابت، دقیق و متمرکز به جلو نگاه می‌کند (خیره است)، حال آنکه سایر چهره‌های نقاشی به جهت‌های مختلف مانند بیرونِ نقاشی، نگاه می‌کنند.

نگاه (نگاهِ دقیق و پرسشگر و پاسخ‌جو) یا نگاهِ خیره یا خیرگی (به انگلیسی: Gaze، به فرانسوی: Le regard) در نظریه انتقادی، فلسفه، جامعه‌شناسی و روانکاوی، مَجازاً و اصطلاحاً به آگاهی و ادراکِ یک فرد (یا یک گروه) از افرادِ دیگر، گروه‌هایِ دیگر یا خودش گفته می‌شود. از سدهٔ بیستم تا کنون، مفهوم و کاربردهایِ اجتماعیِ «نگاه» توسط فیلسوفانِ پدیدارشناس، وجودگرا و پساساختارگرا تعریف و تبیین شده است. ژان پل سارتر «نگاه» را در کتابِ خود «هستی و نیستی» (۱۹۴۳) توصیف کرده است. میشل فوکو در کتاب «مراقبت و تنبیه: تولد زندان» (۱۹۷۵)، مفهوم «نگاهِ خیره» را برای نمایاندنِ پویاییِ روابط قدرت اجتماعی-سیاسی و پویاییِ اجتماعیِ سازوکارهایِ انضباطیِ جامعه بسط داد. او همچنین در کتاب «تولد پزشکی بالینی: باستان‌شناسی نگاه پزشکی» به تأثیر تحولات فلسفی و معرفت‌شناختیِ نگاه پزشکان و جامعه به بیمار و بیماری در پیدایش پزشکی نوین پرداخته است. ژاک دریدا، در کتاب «حیوانم پس هستم» (۱۹۹۷) (The Animal That Therefore I Am) روابطِ میان‌گونه‌ایِ انسان‌ها و دیگر جانوران که «نگاه» درشان مؤثر است را به تفصیل شرح داد.